# Henrich Mychitarian
Henrich Hamleti Mychitarian, orm. Հենրիխ Մխիթարյան, Henrikh Mkhit’aryan (wym. [hɛnˈɾiχ məχi.tʰɑˈɾjɑn] ( odsłuchaj), ur. 21 stycznia 1989 w Erywaniu) – ormiański piłkarz, występujący na pozycji pomocnika we włoskim klubie Inter Mediolan. W latach 2007–2022 reprezentant Armenii.

## Wczesne lata
Henrich Mychitarian urodził się 21 stycznia 1989 w Erywaniu, ówcześnie leżącym w Armeńskiej SRR, wchodzącej w skład ZSRR. Jest synem mającej po matce rosyjskie pochodzenie Mariny Taszian, działaczki piłkarskiej, późniejszej wieloletniej szefowej departamentu reprezentacji narodowej w Armeńskiej Federacji Piłkarskiej oraz członkini Komitetu Wykonawczego tej federacji, i Hamleta Mychitariana, sławnego radzieckiego oraz ormiańskiego piłkarza, który przez wiele lat grał w Araracie Erywań i który później zaliczył dwa występy w reprezentacji niepodległej po rozpadzie ZSRR Armenii. Ma starszą siostrę Monicę, która pracuje w kwaterze głównej UEFA w Nyonie. W 2012 pełniła funkcję tłumaczki ówczesnego prezydenta UEFA Michela Platiniego, gdy ten odwiedził Donieck przed rozpoczęciem piłkarskich mistrzostw Europy.
W roku, w którym się urodził, Henrich Mychitarian wraz z rodzicami wyjechał do Francji, gdyż jego ojciec został piłkarzem tamtejszego klubu ASOA Valence. Hamlet Mychitarian grał w ASOA Valence pięć lat, po czym przeniósł się do innego francuskiego klubu, ASA Issy, a następnie w 1995 zakończył piłkarską karierę z powodu guza mózgu i wrócił z rodziną do Erywania. Zmarł w kolejnym roku, kiedy Henrich miał siedem lat.

## Kariera klubowa
Karierę piłkarską Mychitarian rozpoczął w wieku 17 lat w Piuniku Erywań i od razu stał się jednym z liderów zespołu. Pierwszego gola, w armeńskiej Premier-lidze strzelił we wrześniu 2006. Nastoletni Mychitarian po raz pierwszy wyszedł wtedy w podstawowym składzie i już w 18 minucie pokonał bramkarza zespołu Szirak Giumri. W rozgrywkach Premier-ligi sezonu 2009, po pierwszej rundzie, z 11 bramkami prowadził w klasyfikacji strzelców. Zainteresowały się nim kluby takie jak m.in. Lokomotiw Moskwa, Dynamo Kijów, Boca Juniors, czy Olympique Lyon.
Był na testach w Olympique Lyon, ale ostatecznie, w czerwcu 2009 przeszedł do ukraińskiego Metałurha Donieck. Zadebiutował w wygranym 3:0 meczu Ligi Europy z Partyzanem Mińsk i w debiucie od razu strzelił gola. Szybko stał się podstawowym zawodnikiem swojego nowego klubu, koledzy z drużyny wybrali 21-latka na kapitana zespołu. Dzięki dobrym występom w Metałurhu, został także wybrany najlepszym piłkarzem Armenii 2009.
Znów zwrócił na siebie uwagę większych klubów i w sierpniu 2010 został sprzedany do Szachtara Donieck za 7,5 mln USD. Podpisał 5-letni kontrakt i podobnie jak w poprzednich klubach wybrał koszulkę z numerem 22.
W maju 2012, w głosowaniu kibiców na oficjalnej stronie klubu, został wybrany najlepszym zawodnikiem Szachtara. 19 września 2012 strzelił 2 gole w meczu Ligi Mistrzów przeciwko FC Nordsjælland i został pierwszym Ormianinem, który strzelił gola w Lidze Mistrzów. W sezonie 2012/2013 ustanowił nowy rekord goli zdobytych w jednej rundzie, w ukraińskiej Premier-lidze – strzelił ich 25.
Po sezonie 2012/2013 został zawodnikiem Borussii Dortmund, z którą podpisał kontrakt do 2017. Cena transferu to 27,5 mln euro. Jest to najdroższy zawodnik w historii klubu.
6 lipca 2016 podpisał czteroletni kontrakt z opcją przedłużenia o kolejny rok z Manchesterem United. Oficjalnie w klubie zadebiutował 7 sierpnia, w wygranym 2:1 meczu o Tarczę Wspólnoty przeciwko Leicester City, zmieniając w 93. minucie spotkania Juana Matę. Swoje pierwsze trafienie dla „Czerwonych Diabłów” zdobył 8 grudnia, w wygranym 2:0 meczu Ligi Europy z Zorią Ługańsk.
24 maja 2017, w finale Ligi Europy z Ajaxem Amsterdam, Mychitarian strzelił bramkę na 2:0, pieczętując triumf w europejskim pucharze.
22 stycznia 2018 został piłkarzem Arsenalu. Po roku kontraktu zawodnik przeniósł się na wypożyczenie do AS Romy.

### AS Roma
Po nieudanej pierwszej części sezonu rundę wiosenną sezonu 2019/2020 Mychitarian spędził na wypożyczeniu w AS Romie, strzelając 9 goli w 22 meczach. Po sezonie klub zdecydował się go zakontraktować na kolejne sezony.

### Inter Mediolan
3 czerwca 2022 ogłoszono podpisanie umowy z Interem Mediolan. Zawodnik zdecydował się na transfer ze względu na brak udziału jego poprzedniego zespołu w finałach Ligi Mistrzów w sezonie 2022/2023.

## Kariera reprezentacyjna
W latach 2006–2010 był zawodnikiem młodzieżowych reprezentacji Armenii: U-17, U-19 i U-21. 14 stycznia 2007 zadebiutował w seniorskiej reprezentacji Armenii w meczu towarzyskim z Panamą. W eliminacjach do mistrzostw Europy w 2012, w których Armenia występowała w grupie B, strzelił najwięcej bramek z całej reprezentacji – 6.
W 2016 został kapitanem armeńskiej reprezentacji. W tym samym roku, 29 maja, zagrał w wygranym przez Armenię 7:1 meczu towarzyskim z Gwatemalą w Los Angeles. Wynik meczu oznaczał najwyższe zwycięstwo armeńskiej drużyny narodowej w jej historii, a Mychitarian przyczynił się do jego ustanowienia strzelając hat tricka – pierwsze tego typu osiągnięcie w historii reprezentacji Armenii.
W marcu 2022 Mychitarian ogłosił zakończenie kariery reprezentacyjnej.

## Statystyki

### Klubowe
(aktualne na 13 lutego 2023)
| Klub               | Sezon              | Liga               | Liga  | Liga   | Puchar kraju | Puchar kraju | Puchar ligi | Puchar ligi | Europa | Europa | Inne  | Inne   | Suma  | Suma   |
| Klub               | Sezon              | Liga               | Mecze | Bramki | Mecze        | Bramki       | Mecze       | Bramki      | Mecze  | Bramki | Mecze | Bramki | Mecze | Bramki |
| ------------------ | ------------------ | ------------------ | ----- | ------ | ------------ | ------------ | ----------- | ----------- | ------ | ------ | ----- | ------ | ----- | ------ |
| Piunik Erywań      | 2006               | Barcragujn chumb   | 12    | 1      | 0            | 0            | –           | –           | –      | –      | –     | –      | 12    | 1      |
| Piunik Erywań      | 2007               | Barcragujn chumb   | 24    | 12     | 0            | 0            | –           | –           | 4      | 0      | –     | –      | 28    | 12     |
| Piunik Erywań      | 2008               | Barcragujn chumb   | 24    | 6      | 5            | 3            | –           | –           | 2      | 0      | –     | –      | 31    | 9      |
| Piunik Erywań      | 2009               | Barcragujn chumb   | 10    | 11     | 6            | 2            | –           | –           | –      | –      | –     | –      | 16    | 13     |
| Metałurh Donieck   | 2009/10            | Premier-liha       | 29    | 9      | 2            | 1            | –           | –           | 6      | 4      | –     | –      | 37    | 14     |
| Metałurh Donieck   | 2010/11            | Premier-liha       | 8     | 3      | 0            | 0            | –           | –           | –      | –      | –     | –      | 8     | 3      |
| Szachtar Donieck   | 2010/11            | Premier-liha       | 17    | 3      | 3            | 1            | –           | –           | 7      | 0      | –     | –      | 27    | 4      |
| Szachtar Donieck   | 2011/12            | Premier-liha       | 26    | 10     | 4            | 1            | –           | –           | 6      | 0      | 1     | 0      | 37    | 11     |
| Szachtar Donieck   | 2012/13            | Premier-liha       | 29    | 25     | 5            | 2            | –           | –           | 8      | 2      | 1     | 0      | 43    | 29     |
| Borussia Dortmund  | 2013/14            | Bundesliga         | 31    | 9      | 5            | 2            | –           | –           | 10     | 2      | –     | –      | 46    | 13     |
| Borussia Dortmund  | 2014/15            | Bundesliga         | 28    | 3      | 6            | 1            | –           | –           | 7      | 0      | 1     | 1      | 42    | 5      |
| Borussia Dortmund  | 2015/16            | Bundesliga         | 31    | 11     | 5            | 5            | –           | –           | 15     | 7      | –     | –      | 51    | 23     |
| Manchester United  | 2016/17            | Premier League     | 24    | 4      | 3            | 1            | 2           | 0           | 11     | 6      | 1     | 0      | 41    | 11     |
| Manchester United  | 2017/18            | Premier League     | 15    | 1      | 1            | 0            | 1           | 0           | 4      | 1      | 1     | 0      | 22    | 2      |
| Arsenal            | 2017/18            | Premier League     | 11    | 2      | 0            | 0            | 0           | 0           | 6      | 1      | 0     | 0      | 17    | 3      |
| Arsenal            | 2018/19            | Premier League     | 25    | 6      | 0            | 0            | 3           | 0           | 11     | 0      | -     | -      | 39    | 6      |
| Arsenal            | 2019/20            | Premier League     | 3     | 0      | 0            | 0            | 0           | 0           | 0      | 0      | -     | -      | 3     | 0      |
| AS Roma            | 2019/20            | Serie A            | 22    | 9      | 0            | 0            | -           | -           | 5      | 0      | -     | -      | 27    | 9      |
| AS Roma            | 2020/21            | Serie A            | 34    | 13     | 1            | 1            | -           | -           | 11     | 1      | -     | -      | 46    | 15     |
| AS Roma            | 2021/22            | Serie A            | 31    | 5      | 2            | 0            | -           | -           | 11     | 0      | -     | -      | 44    | 5      |
| Inter Mediolan     | 2022/23            | Serie A            | 19    | 1      | 2            | 0            | -           | -           | 6      | 1      | 1     | 0      | 28    | 2      |
| Ogólnie w karierze | Ogólnie w karierze | Ogólnie w karierze | 453   | 144    | 52           | 20           | 6           | 0           | 130    | 25     | 6     | 1      | 649   | 190    |

### Reprezentacyjne
| Reprezentacja | Kraj    | Rok     | Łącznie | Łącznie |
| Reprezentacja | Kraj    | Rok     | Mecze   | Gole    |
| ------------- | ------- | ------- | ------- | ------- |
| Armenia       | Armenia | 2007    | 2       | 0       |
| Armenia       | Armenia | 2008    | 5       | 0       |
| Armenia       | Armenia | 2009    | 7       | 1       |
| Armenia       | Armenia | 2010    | 5       | 3       |
| Armenia       | Armenia | 2011    | 8       | 4       |
| Armenia       | Armenia | 2012    | 8       | 2       |
| Armenia       | Armenia | 2013    | 8       | 2       |
| Armenia       | Armenia | 2014    | 7       | 4       |
| Armenia       | Armenia | 2015    | 6       | 0       |
| Armenia       | Armenia | 2016    | 5       | 3       |
| Armenia       | Armenia | 2017    | 9       | 6       |
| Armenia       | Armenia | 2018    | 10      | 1       |
| Armenia       | Armenia | 2019    | 6       | 3       |
| Armenia       | Armenia | 2020    | 2       | 1       |
| Armenia       | Armenia | 2021    | 7       | 2       |
| Ogólnie       | Ogólnie | Ogólnie | 95      | 32      |

## Sukcesy

### Piunik Erywań
- Mistrzostwo Armenii: 2006, 2007, 2008, 2009
- Puchar Armenii: 2009
- Superpuchar Armenii: 2007, 2008

### Szachtar Donieck
- Mistrzostwo Ukrainy: 2010/2011, 2011/2012, 2012/2013
- Puchar Ukrainy: 2010/2011, 2011/2012, 2012/2013

### Borussia Dortmund
- Wicemistrzostwo Niemiec: 2013/2014
- Superpuchar Niemiec: 2013, 2014

### Manchester United
- Liga Europy UEFA: 2016/2017
- Tarcza Wspólnoty: 2016
- Puchar Ligi: 2016/2017

### AS Roma
- Liga Konferencji UEFA: 2021/2022

### Inter Mediolan
- Superpuchar Włoch: 2022
- Mistrzostwo Włoch: 2023/2024

### Indywidualne
- Król strzelców Premier-liha: 2012/2013 (25 goli, rekord)
- Król strzelców Pucharu Niemiec: 2015/2016 (5 goli)

### Wyróżnienia
- Piłkarz roku na Ukrainie: 2012

### Rekordy
- Najskuteczniejszy zawodnik w historii reprezentacji Armenii: 32 gole

## Życie prywatne
17 czerwca 2019 Henrich Mychitarian wziął w Wenecji ślub z Betty Wardanian, córką ormiańskiego polityka Mikaela Wardaniana i wnuczką ormiańskiego przedsiębiorcy Hranta Wardaniana. 4 marca 2020 urodził się ich syn, Hamlet Mychitarian.